# فرانز رايشلت
فرانز كارل رايشلت (بالألمانية: Franz Karl Reichelt؛ تُلفظ بالألمانية: [frants kaʁl ˈʁaɪ̯çl̩t]؛ 16 أكتوبر 1878 - 4 فبراير 1912) المعروف أيضا باسم فرانسوا رايشلت (بالفرنسية: François Reichelt) كان خياطًا نمساوي المولد فرنسيًا، رائد اختراع الهبوط بالمظلات، يشار إليه أحياناً باسم الخياط الطائر، توفي عندما قفز من برج إيفيل أثناء اختبار مظلة الهبوط التي يمكن ارتداؤها والتي كانت من تصميمه الخاص.

## روابط خارجية
- فرانز رايسلت على موقع IMDb (الإنجليزية)